# Солнечный (Вышневолоцкий район)
Со́лнечный — посёлок в Вышневолоцком городском округе Тверской области. 

## География
Расположен в 8 км к северо-западу от города Вышнего Волочка, на берегу озера Мстино. В 0,5 км от посёлка — станция Леонтьево на перегоне Бологое — Вышний Волочёк главного хода Октябрьской железной дороги.

## История
В 1877 году в селе Леонтьево была построена каменная Преображенская церковь с 5 престолами, метрические книги с 1800 года.
В конце XIX — начале XX века село Леонтьево входило в состав Доркской волости Вышневолоцкого уезда Тверской губернии.
С 1929 года село являлось центром Леонтьевского сельсовета Вышневолоцкого района Тверского округа Московской области, с 1935 года — в составе Калининской области.
Посёлок Солнечный образовался путём объединения села Леонтьево и населенного пункта свх. Пролетарий.
До 2019 года посёлок являлся административным центром Солнечного сельского поселения.

## Население
| 1859 | 1991  | 2002  | 2010  |
| ---- | ----- | ----- | ----- |
| 438  | ↗1493 | ↘1386 | ↗1399 |

## Инфраструктура
Администрация сельского округа, агрофирма «Арфедо», магазины, ЖКХ, почтовое отделение связи, средняя общеобразовательная школа (построена по типовому проекту в 1967 году), детский сад, амбулатория, ДЮКФП, филиал музыкальной школы, картинная галерея и библиотека.

## Русская православная церковь
В посёлке имеется действующая Церковь Спаса Преображения (1877).

## Достопримечательности
В 1980 году в посёлке открыта народная художественная галерея В экспозиции — живописные, графические, скульптурные работы более 100 авторов, в том числе И. Э. Грабаря, С. В. Герасимова, А. А. Дейнеки, П. Д. Корина, Ю. И. Пименова и др.
К северу от посёлка, на берегу озера Мстино, расположены база отдыха "Валентиновка" и Академическая дача Союза художников России.